# Cosme II de Médicis
Pour les autres membres de la famille, voir Famille de Médicis.
Cosme II de Médicis (Florence, 12 mai 1590 - Florence, 28 février 1621), est le premier fils de Ferdinand Ier de Médicis et de Christine de Lorraine. Il a épousé Marie-Madeleine d'Autriche, et a eu huit enfants. Il fut grand-duc de Toscane de 1609 à sa mort et régna ainsi 12 ans.

## Jeunesse
Fils aîné du grand-duc Ferdinand Ier et de Christine de Lorraine, il reçoit dès l'enfance une éducation moderne et scientifique, avec pour précepteur Galilée de 1605 à 1608. C'est le début d'une grande amitié qui ne devait disparaître qu'avec la mort prématurée de Cosme II.
Son père Ferdinand, toujours à la recherche d'un équilibre entre France et Italie, choisit comme épouse pour le jeune prince une sœur de la reine d'Espagne, l'archiduchesse Marie-Madeleine d'Autriche. Le mariage, célébré en 1608, est heureux et couronné de la naissance de huit enfants.

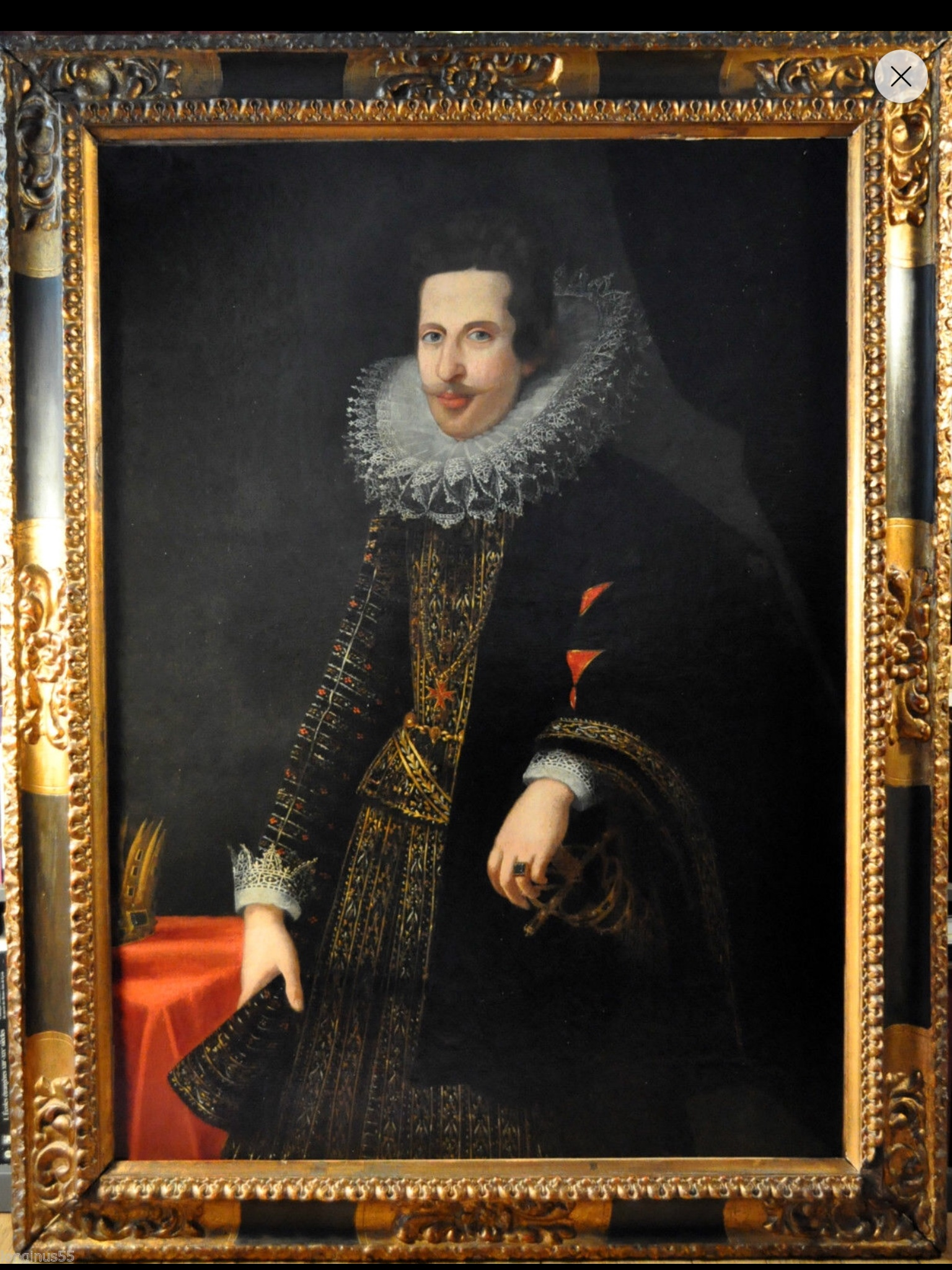
Portrait du grand-duc Cosme II, huile sur toile (Sustermans)

## Grand-duc de Toscane
En 1609, Ferdinand Ier meurt et son fils monte sur le trône à peine âgé de 19 ans. Déjà miné par la tuberculose, qui devait l'emporter une dizaine d'années plus tard et conscient de sa faiblesse physique, le jeune souverain s'appuie pour gouverner sur le Premier ministre, Belisario Vinta. Leur politique consiste à se mouvoir entre France et Espagne, dans le souci de ne prendre part à aucun conflit, sans grand succès. En effet, Cosme II est contraint de donner généreusement troupes et deniers aux Espagnols, ainsi qu'à son neveu Ferdinand de Gonzague, durant la guerre de succession de Montferrat. En dépit de ces complications internationales, le gouvernement de Cosme II est sage et intelligent, garantissant à la Toscane une période de bien-être économique et de croissance démographique, malgré quelques années de mauvaises récoltes.
Parmi les artistes qui travaillent pour lui, Giovanni Bilivert est employé de 1611 à 1621, comme artiste de pietra dura (marqueterie de pierre). Il commande également un Saint Jérôme et deux anges au peintre Bartolomeo Cavarozzi qu'il paie en 1617. Cette œuvre est conservée à la galerie Palatine.
Cosme II se consacre assidûment au développement de la flotte toscane, guidée par l'amiral Jacopo Inghirami, qui se distingue dans des actions contre la flotte ottomane, ainsi qu'au développement du port de Livourne, dont il confirme le statut voulu par son père mais redimensionne des projets déraisonnables concernant la taille des bassins.
Il devient le protecteur de Thomas Dempster à qui il donne le poste de professeur de droit civil à l'université de Pise, rouverte par Cosme Ier de Toscane en 1543.
Faible et maladif, il fait fermer la banque des Médicis, source de richesse de la famille, mais il a la sagesse de favoriser une collaboration entre ses nombreux enfants afin que l'aîné, Ferdinand II, ne se retrouve pas à affronter seul le lourd héritage. Cosme prend par ailleurs des dispositions précises pour la régence, qu'il confie à sa mère et à sa femme : pas de charges données à des étrangers, pas de confesseurs de cour qui ne soient franciscains, pas d'atteinte au trésor grand-ducal. Mais les deux femmes ne respectent pas sa volonté et se disputèrent la régence, favorisant par ailleurs l'Inquisition, dont l'une des victimes est l'ancien précepteur du grand-duc, Galilée, que le souverain a pourtant toujours protégé.
Cosme II s'éteint le 28 février 1621 à cause d'une tuberculose. Son fils Ferdinand lui succède.
Il est grand maître de l'Ordre de Saint-Étienne, pape et martyr.

## Le paradoxe du grand-duc de Toscane
Adepte des jeux pratiqués à la cour, il observe un paradoxe.
Un jeu consiste à lancer trois dés et à effectuer la somme des résultats obtenus. Il y a 6 combinaisons donnant une somme de 9 et 6 combinaisons donnant une somme de 10. Pourtant on peut observer que la somme 10 est obtenue légèrement plus souvent que la somme 9.
Galilée répondit à ce paradoxe dans ce qui peut être considéré comme l'un des premiers écrits sur le "calcul des hasards".

## Descendance
- Marie-Christine (24 août 1609 - 9 août 1632), née difforme ou retardée, elle n'est baptisée que le 21 novembre 1610. Enfermée dans le couvent Santo Stefano, elle ne prononce jamais ses vœux. D'après le journal de cour de Cesare Tinghi, elle meurt à la villa médicéenne de Poggio Imperiale.
- Ferdinand II (1610-1670) épouse en 1637 Vittoria della Rovere (1622-1694) ;
- Jean-Charles (24 juillet 1611 - 23 janvier 1663), cardinal en 1644 ;
- Marguerite (31 mai 1612 - 6 février 1679), qui épouse le 11 octobre 1628 Édouard Ier Farnèse, duc de Parme ;
- Mattias (9 avril 1613 - 11 octobre 1667), capitaine et gouverneur de Sienne ;
- Francesco (16 octobre 1614 - 25 juillet 1634), destiné à la carrière militaire ;
- Anne (21 juillet 1616 - 11 septembre 1676), qui épousa le 10 juin 1646 l'archiduc Ferdinand-Charles d'Autriche ;
- Léopold (6 novembre 1617 - 10 novembre 1675), cardinal en 1667.

## Annexe